# Acrotrema arnottianum
Acrotrema arnottianum là một loại thực vật có hoa thuộc họ Sổ. Đây là loài bản địa của Kerala và Tamil Nadu.

## Mô tả
Đây là một loài thảo mộc lâu năm, thân ngắn, lá hình trứng. Hoa lưỡng tính, cánh hoa có màu vàng. Cây cho quả đại, hạt bóng.